# Bengt Linné
Bengt Åke Linné, född 3 december 1938 i Karlskrona församling i Blekinge län, är en svensk TV-producent och TV-chef.
Efter akademiska studier avlade Bengt Linné en filosofie kandidat-examen. Tillsammans med Lasse Haglund skapade han den pedagogiska TV-serien Fem myror är fler än fyra elefanter med Magnus Härenstam, Brasse Brännström och Eva Remaeus för Sveriges Television. Barnprogrammet hade det amerikanska Sesame Street som förebild och hade premiär 1973. Konceptet resulterade även i SVT:s julkalender 1977, skivor och böcker. In på 2000-talet har scenshower gjorts som bygger på produktionerna.
Programmet mottog kvällstidningen Expressens TV-pris 1977 och utsågs 2006 till "bästa svenska barnprogram genom tiderna" i TV-programmet Folktoppen.
Åren 1985 till 2001 var han chef för SVT Malmö.
Bengt Linné var 1964–1974 gift med Olga Kirshakov-Vestersten (född 1941) och 1975 gifte han om sig med Sonja Rossander (född 1948).

## Filmografi i urval
- 1973 – Fem myror är fler än fyra elefanter (TV-serie) (producent) (även julkalender 1977)
- 1983 – Med Lill-Klas i kappsäcken (producent)
- 1987 – Pica Pica (producent)
- 1988 – Sagolandet (verkställande producent)
- 1995 – Höst i paradiset: Glädjekällan 2 (verkställande producent)
- 1996 – Den vita lejoninnan (verkställande producent)
- 1997 – En frusen dröm (producent)
- 1997 – Spring för livet (verkställande producent)
- 1998 – Ögat (verkställande producent)
- 1999 – Där regnbågen slutar (verkställande producent)
- 2000 – Födelsedagen (verkställande producent)
- 2003 – Skenbart – en film om tåg (B-foto)